# Lianghe, Gansu
Lianghe är en köping i nordvästra Kina. Den ligger i Kang härad i staden Longnan i provinsen Gansu, omkring 380 kilometer sydost om provinshuvudstaden Lanzhou. Antalet invånare är 4 240. Befolkningen består av 2 030 kvinnor och 2 210 män. Barn under 15 år utgör 13,0 %, vuxna 15-64 år 74 %, och äldre över 65 år 11,0 %.